# Richard Jenkins
Richard Dale Jenkins (DeKalb, 4 maggio 1947) è un attore statunitense.
Noto caratterista statunitense, ha recitato in numerosi film, ricevendo due candidature al Premio Oscar.

## Biografia
Jenkins è nato e cresciuto a DeKalb, nell'Illinois. La madre, Mary Elizabeth Wheeler, era una casalinga, e il padre, Dale Stevens Jenkins, era un dentista. Ha frequentato la DeKalb High School. Prima di intraprendere la carriera di attore, ha svolto il mestiere di camionista (il suo capo era il padre dell'attore John C. Reilly). Dopo aver conseguito la laurea alla Illinois Wesleyan University di Bloomington, si trasferì nel Rhode Island.
Jenkins ha lavorato con la Trinity Repertory Company, compagnia teatrale di Providence, e nel mentre ottenne un piccolo ruolo in Feasting with Panthers (1974), un film per la televisione su Oscar Wilde. Gli fu data l'opportunità di entrare a far parte della Screen Actors Guild, e sapendo che non era così facile entrarci, accettò immediatamente l'offerta. Continuò a lavorare nella Trinity e per diversi anni, ricoprendo anche il ruolo di direttore artistico tra il 1990 e il 1994.

### Cinema
Dopo il suo debutto nel film televisivo Feasting with Panthers (1974), ha lavorato costantemente nel cinema. I suoi primi crediti cinematografici includono Silverado (1985), Hannah e le sue sorelle (1986), Le streghe di Eastwick (1987), Il sentiero dei ricordi (1988), Seduzione pericolosa (1989), La chiave magica (1995), Gli anni dei ricordi (1995), Amori e disastri (1996), Eddie - Un'allenatrice fuori di testa (1996) e La neve cade sui cedri. (1999).
Ha lavorato con i Peter e Bobby Farrelly in Tutti pazzi per Mary (1998), L'occasione per cambiare (1999), Io, me & Irene (2000), Dimmi che non è vero (2001) e in Libera uscita (2011). È anche apparso in tre film di Joel ed Ethan Coen: L'uomo che non c'era (2001), Prima ti sposo poi ti rovino (2003) e Burn After Reading - A prova di spia (2008). È in North Country - Storia di Josey (2005), The Kingdom (2007) e Fratellastri a 40 anni (2008).
Sebbene sia principalmente noto per le parti di supporto, Jenkins ha avuto un ruolo da protagonista in L'ospite inatteso (2007), per il quale è stato candidato per l'Oscar al miglior attore e all'Independent Spirit Award. Ha vinto il Satellite Award della International Press Academy come miglior attore.
Nel 2010 ha recitato in Dear John e ha anche recitato al fianco di Julia Roberts e Javier Bardem in Mangia prega ama. Nel 2012, è apparso nel film horror di Joss Whedon e Drew Goddard, Quella casa nel bosco, e nel film d'azione Jack Reacher - La prova decisiva. È poi apparso nei film d'azione Sotto assedio - White House Down (2013) e Kong: Skull Island (2017).
Nel 2017 ha recitato nel film La forma dell'acqua - The Shape of Water, diretto da Guillermo del Toro, per il quale ha ricevuto il plauso della critica. Per la sua interpretazione, ha ottenuto candidature agli Oscar, ai Golden Globe e al Screen Actors Guild Award come miglior attore non protagonista.

### Televisione
Jenkins è maggiormente conosciuto per aver interpretato Nathaniel Fisher nella serie drammatica della HBO Six Feet Under. Il suo personaggio è il defunto patriarca della famiglia Fisher e appare regolarmente alla sua famiglia come fantasma o nei sogni. Ha interpretato il ruolo nell'intera serie dello show. Nel 2002, insieme agli altri protagonisti della serie, ha ricevuto una candidatura agli Screen Actors Guild Award per il miglior cast in una serie drammatica.
Nel 2015, ha vinto il Premio Emmy come miglior attore protagonista in una miniserie o film per la sua interpretazione di Henry Kitteridge nella miniserie della HBO Olive Kitteridge, con protagonista Frances McDormand.

## Vita privata
Jenkins ha sposato la coreografa Sharon R. Friedrick il 23 agosto 1969. La coppia ha avuto due figli, Andrew Dale e Sarah Pamela, e risiede a Cumberland, nel Rhode Island.

## Filmografia

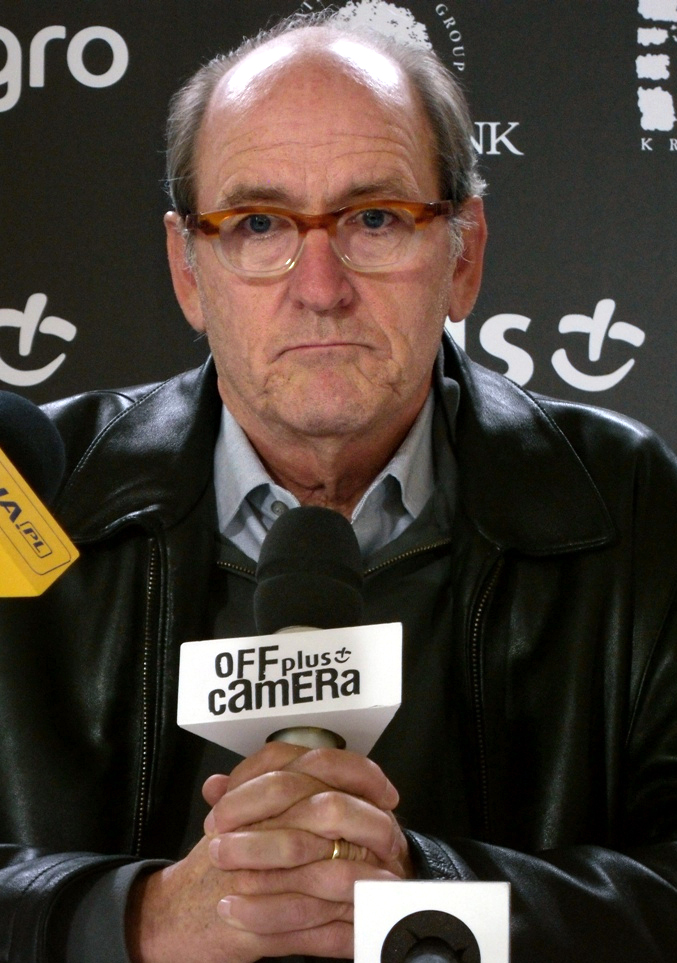
Richard Jenkins a Cracovia nel 2011

### Attore

#### Cinema
- Silverado, regia di Lawrence Kasdan (1985)
- Hannah e le sue sorelle (Hannah and Her Sisters), regia di Woody Allen (1986)
- Nel giorno di San Valentino (On Valentine's Day), regia di Ken Harrison (1986)
- Anni pericolosi (The Little Sister), regia di Jan Egleson (1986)
- Gioco mortale (The Manhattan Project), regia di Marshall Brickman (1986)
- Le streghe di Eastwick (The Witches of Eastwick), regia di George Miller (1987)
- Rachel River, regia di Sandy Smolan (1987)
- Courtship, regia di Howard Cummings (1987)
- Nikita - Spie senza volto (Little Nikita), regia di Richard Benjamin (1988)
- Il sentiero dei ricordi (Stealing Home), regia di Steven Kampmann e William Porter (1988)
- Commissione d'esame (How I Got Into College), regia di Savage Steve Holland (1989)
- Seduzione pericolosa (Sea of Love), regia di Harold Becker (1989)
- Scandalo Blaze (Blaze), regia di Ron Shelton (1989)
- Blue Steel - Bersaglio mortale (Blue Steel), regia di Kathryn Bigelow (1989)
- Coppia d'azione (Undercover Blues), regia di Herbert Ross (1993)
- Wolf - La belva è fuori (Wolf), regia di Mike Nichols (1994)
- Può succedere anche a te (It Could Happen to You), regia di Andrew Bergman (1994)
- Bufera in Paradiso (Trapped in Paradise), regia di George Gallo (1994)
- La chiave magica (The Indian in the Cupboard), regia di Frank Oz (1995)
- Gli anni dei ricordi (How to make an american quilt), regia di Jocelyn Moorhouse (1995)
- Un divano a New York (Un divan à New York), regia di Chantal Akerman (1996)
- Amori e disastri (Flirting with Disaster), regia di David O. Russell (1996)
- Eddie - Un'allenatrice fuori di testa (Eddie), regia di Steve Rash (1996)
- Potere assoluto (Absolute Power), regia di Clint Eastwood (1997)
- Eye of God, regia di Tim Blake Nelson (1997)
- Gli imbroglioni (The Impostors), regia di Stanley Tucci (1998)
- Tutti pazzi per Mary (There's Something About Mary), regia di Peter e Bobby Farrelly (1998) - cameo non accreditato
- Gli infiltrati (The Mod Squad), regia di Scott Silver (1999)
- The Confession, regia di David Hugh Jones (1998)
- L'occasione per cambiare (Outside Providence), regia di Michael Corrente (1999)
- La neve cade sui cedri (Snow Falling on Cedars), regia di Scott Hicks (1999)
- Destini incrociati (Random Hearts), regia di Sydney Pollack (1999)
- Da che pianeta vieni? (What Planet Are You From?), regia di Mike Nichols (2000)
- Io, me & Irene (Me, Myself and Irene), regia di Peter e Bobby Farrelly (2000)
- Dimmi che non è vero (Say It Isn't So), regia di James B. Rogers (2001)
- Un corpo da reato (One night at McCool's), regia di Harald Zwart (2001)
- L'uomo che non c'era (The Man Who Wasn't There), regia di Joel Coen (2001)
- Ipotesi di reato (Changing Lanes), regia di Roger Michell (2002)
- 110 e frode (Stealing Harvard), regia di Bruce McCulloch (2002)
- The Mudge Boy, regia di Michael Burke (2003)
- The Core, regia di Jon Amiel (2003)
- Prima ti sposo poi ti rovino (Intolerable Cruelty), regia di Joel Coen (2003)
- Una scatenata dozzina (Cheaper by the Dozen), regia di Shawn Levy (2003)
- I Heart Huckabees - Le strane coincidenze della vita (I Heart Huckabees), regia di David O. Russell (2004) - cameo non accreditato
- Shall We Dance?, regia di Peter Chelsom (2004)
- North Country - Storia di Josey (North Country), regia di Niki Caro (2005)
- Dick & Jane - Operazione furto (Fun With Dick and Jane), regia di Dean Parisot (2005)
- Vizi di famiglia (Rumor Has It...), regia di Rob Reiner (2005)
- The Kingdom, regia di Peter Berg (2007)
- L'ospite inatteso (The Visitor), regia di Thomas McCarthy (2007)
- Rotto (The Broken), regia di Sean Ellis (2008)
- Fratellastri a 40 anni (Step Brothers), regia di Adam McKay (2008)
- Burn After Reading - A prova di spia (Burn After Reading), regia di Joel Coen (2008)
- happythankyoumoreplease, regia di Josh Radnor (2010)
- Dear John, regia di Lasse Hallström (2010)
- Waiting for Forever, regia di James Keach (2010)
- Norman, regia di Jonathan Segal (2010)
- Mangia prega ama (Eat Pray Love), regia di Ryan Murphy (2010)
- Blood Story (Let Me In), regia di Matt Reeves (2010)
- Libera uscita (Hall Pass), regia di Peter e Bobby Farrelly (2011)
- Amici di letto (Friends with Benefits), regia di Will Gluck (2011)
- The Rum Diary - Cronache di una passione (The Rum Diary), regia di Bruce Robinson (2011)
- Quella casa nel bosco (The Cabin in the Woods), regia di Drew Goddard (2011)
- Liberal Arts, regia di Josh Radnor (2012)
- Darling Companion, regia di Lawrence Kasdan (2012)
- Cogan - Killing Them Softly (Killing Them Softly), regia di Andrew Dominik (2012)
- La regola del silenzio - The Company You Keep (The Company You Keep), regia di Robert Redford (2012)
- Jack Reacher - La prova decisiva (Jack Reacher), regia di Christopher McQuarrie (2012)
- A.C.O.D. - Adulti complessati originati da divorzio, regia di Stu Zicherman (2013)
- Sotto assedio - White House Down (White House Down), regia di Roland Emmerich (2013)
- God's Pocket, regia di John Slattery (2014)
- In corsa per la vita (One Square Mile), regia di Charles-Olivier Michaud (2014)
- Lullaby, regia di Andrew Levitas (2014)
- Bone Tomahawk, regia di S. Craig Zahler (2015)
- The Hollars, regia di John Krasinski (2015)
- LBJ, regia di Rob Reiner (2016)
- Kong: Skull Island, regia di Jordan Vogt-Roberts (2017)
- La forma dell'acqua - The Shape of Water (The Shape of Water), regia di Guillermo del Toro (2017)
- Kajillionaire - La truffa è di famiglia (Kajillionaire), regia di Miranda July (2020)
- L'ultimo turno (The Last Shift), regia di Andrew Cohn (2020)
- The Humans, regia di Stephen Karam (2021)
- La fiera delle illusioni - Nightmare Alley (Nightmare Alley), regia di Guillermo del Toro (2021)

#### Televisione
- Great Performances – serie TV, 2 episodi (1974-1975)
- Parole, regia di Michael Tuchner – film TV (1982)
- American Playhouse – serie TV, 1 episodio (1984)
- Miami Vice – serie TV, 2 episodi (1985-1989)
- Spenser – serie TV, 1 episodio (1985)
- Assassini a Miami (In the Line of Duty: The F.B.I. Murders), regia di Dick Lowry – film TV (1988)
- Sull'orlo del baratro (Out on the Edge), regia di John Pasquin – film TV (1989)
- Kojak: Fatal Flaw, regia di Richard Compton – film TV (1989)
- Challenger - lo shuttle della morte (Challenger), regia di Glenn Jordan – film TV (1990)
- Io e Charlie (Rising Son), regia di John David Coles – film TV (1990)
- Prima del tramonto (When You Remember Me), regia di Harry Winer – film TV (1990)
- Discesa pericolosa (Descending Angel), regia di Jeremy Kagan – film TV (1990)
- Against the Law – serie TV, 2 episodi (1990)
- Il tributo più bello (The Perfect Tribute), regia di Jack Bender – film TV (1991)
- Un gioco pericoloso (Doublecrossed), regia di Roger Young (1991)
- Carolina Skeletons, regia di John Erman – film TV (1991)
- Afterburn, regia di Robert Markowitz – film TV (1992)
- Crossroads – serie TV, 1 episodio (1992)
- Queen – miniserie TV (1993)
- Guerra al virus (And the Band Played On), regia di Roger Spottiswoode – film TV (1993)
- Prigioniera del suo passato (Getting Out), regia di John Korty – film TV (1994)
- The Boys Next Door, regia di John Erman – film TV (1996)
- Terrore sull'Everest (Into Thin Air: Death on Everest), regia di Robert Markowitz – film TV (1997)
- Ally McBeal – serie TV, 1 episodio (2001)
- Six Feet Under – serie TV, 21 episodi (2001-2005)
- Sins of the Father, regia di Robert Dornhelm – film TV (2002)
- Olive Kitteridge – miniserie TV (2014)
- Berlin Station – serie TV, 24 episodi (2016-2019)
- Monster – miniserie TV (2022)

### Doppiatore
- Le avventure del topino Despereaux (The Tale of Despereaux), regia di Sam Fell e Robert Stevenhagen (2008)
- Turbo, regia di David Soren (2013)
- Il caso Spotlight (Spotlight), regia di Tom McCarthy (2015)
- Comrade Detective – serie TV, 1 episodio (2017)
- IF - Gli amici immaginari (IF), regia di John Krasinski (2024)

## Riconoscimenti
Premio Oscar
- 2009 – Candidatura al migliore attore protagonista per L'ospite inatteso
- 2018 – Candidatura al migliore attore non protagonista per La forma dell'acqua - The Shape of Water

Premi Emmy
- 2015 – Miglior attore in una miniserie o film per la televisione per la sua interpretazione in Olive Kitteridge

Golden Globe
- 2018 – Candidatura al miglior attore non protagonista per La forma dell'acqua - The Shape of Water
- 2023 – Candidatura al migliore attore non protagonista in una serie, miniserie o film televisivo per Dahmer - Mostro: la storia di Jeffrey Dahmer

## Doppiatori italiani
Nelle versioni in italiano delle opere in cui ha recitato, Richard Jenkins è stato doppiato da:
- Stefano De Sando in Guerra al virus, The Confession, Ipotesi di reato, The Kingdom, I ♥ Huckabees - Le strane coincidenze della vita, Blood Story, Quella casa nel bosco, Jack Reacher - La prova decisiva, Sotto assedio - White House Down, Olive Kitteridge, The Hollars, La fiera delle illusioni - Nightmare Alley, Monster
- Angelo Nicotra in The Mudge Boy, L'ospite inatteso, The Rum Diary - Cronache di una passione, Libera uscita, Amici di letto
- Carlo Valli in Vizi di famiglia, Dear John, Mangia prega ama, Cogan - Killing Them Softly, La regola del silenzio - The Company You Keep
- Emilio Cappuccio in Miami Vice (ep. 5x08), La neve cade sui cedri, Six Feet Under
- Franco Zucca in Burn After Reading - A prova di spia, Bone Tomahawk, La forma dell'acqua - The Shape of Water
- Alessandro Rossi in Può succedere anche a te, Gli anni dei ricordi, The Core
- Eugenio Marinelli in Amori e disastri, Dimmi che non è vero
- Luciano Roffi in Dick e Jane - Operazione furto, Fratellastri a 40 anni
- Gianni Giuliano in A.C.O.D. - Adulti complessati originati da divorzio, In corsa per la vita
- Sergio Di Stefano in Seduzione pericolosa, 110 e frode
- Paolo Buglioni in Bufera in Paradiso, Io, me & Irene
- Mario Cordova in God's Pocket, Kong: Skull Island
- Pietro Biondi in Miami Vice (ep. 1x15)
- Mauro Bosco in Il sentiero dei ricordi
- Cesare Barbetti ne La chiave magica
- Renzo Stacchi in North Country - Storia di Josey
- Paolo Poiret in Le streghe di Eastwick
- Ambrogio Colombo in Blue Steel - Bersaglio mortale
- Michele Gammino ne Gli infiltrati
- Saverio Indrio in Un divano a New York
- Manlio De Angelis in Nikita - Spie senza volto
- Oreste Rizzini in Shall We Dance?
- Massimo Corvo in Scandalo Blaze
- Dario Penne in Destini incrociati
- Carlo Reali in Un corpo da reato
- Ernesto Maria Rossi in Ally McBeal
- Roberto Accornero in Eddie - Un'allenatrice fuori di testa
- Lucio Saccone in Coppia d'azione
- Oliviero Dinelli in Prima ti sposo, poi ti rovino
- Michele Kalamera in L'uomo che non c'era
- Claudio Fattoretto in Wolf - La belva è fuori
- Sandro Iovino in Da che pianeta vieni?
- Gerolamo Alchieri in Una scatenata dozzina
- Stefano Mondini in Darling Companion
- Dario Oppido in Berlin Station
- Marco Balzarotti in L'ultimo turno

Da doppiatore è sostituito da:
- Paolo Lombardi in Le avventure del topino Despereaux
- Massimo Lopez in Turbo
- Alessandro Rossi ne Il caso Spotlight
- Gianni Giuliano in IF - Gli amici immaginari